# La pubertà
La pubertà è un dipinto del pittore norvegese Edvard Munch, appartenente al movimento della secessione di Berlino. L'opera è stata realizzata nel 1894-95 ed è conservata presso la Galleria nazionale di Oslo.

## Storia
Tra la fine del 1894 e il 1895 Munch, a soli venticinque anni, aveva cominciato a creare serie di quadri raffiguranti pubertà. In questo momento Munch si era già affermato come artista di considerevole notorietà a Berlino. Durante questo periodo della sua vita, Munch spesso risiedeva a Berlino, dove si trovava la sua cerchia di amici ed era molto famoso. Il suo nuovo gruppo di amici lo portò ulteriormente nel suo stato d'animo depresso. Munch filtra la sua depressione sessuale in Pubertà e come altri quadri che ha creato più tardi questo è intriso di simbolismo che riflette i sentimenti che hanno continuato a crescere nei dieci anni successivi.

## Descrizione
Il soggetto è un'adolescente, nuda, seduta che con le mani copre la zona pubica. Dietro ad essa è presente la sua ombra che non è in proporzione con il corpo della ragazza. Come in altri quadri di Munch, i colori sono piuttosto scuri e si può notare un'esuberanza nell'uso del colore rosso (il colore dei capelli della ragazza, che richiama quello del sangue, con un evidente rimando alla pubescenza nonché al trauma vissuto dall'autore a causa dell'agonia della madre e della sorella, entrambe malate di tubercolosi). Ci sono analogie tra quest'opera e La fanciulla malata. Centro dell'interesse di Munch è infatti l'uomo, il dramma del suo esistere, del suo essere solo di fronte a tutto ciò che lo circonda: con i propri conflitti psichici e le proprie paure. C'è soltanto l'essenziale: la ragazza, il letto, l'ombra della ragazza sulla parete. La figura è realistica, il volto incerto e spaurito dice il turbamento della ragazza per il mutamento che sente compiersi nel proprio essere. 
Il trapasso dallo stato di fanciulla a quello di donna, il cui destino forzato è di amare, procreare, morire, non è per Munch un evento fisico-psicologico, ma un problema sociale (condizione sociale della donna in quell'epoca). Il fatto veramente importante non è la descrizione di una situazione psicologica, ma la nuova concezione del valore, della funzione del simbolo, che è sempre il segno di un divieto, di un tabù sociale.
L'ombra nera alla sinistra della fanciulla è forse la chiave di lettura dell'intero quadro: essa rappresenterebbe per il pittore il presagio della morte dell'anima che la donna, qualunque sia la sua condizione sociale, dovrà inevitabilmente subire in futuro. Il suo ruolo, per come credeva il pittore, è infatti solo quello di procreare e accudire i figli, senza alcuna possibilità di condurre una vita diversa e dedita ad altre attività. Nel momento in cui la fanciulla diventerà quindi una donna, perderà lo stato di libertà in cui aveva vissuto fino a quel momento compiendo un inesorabile passo verso la morte.